# Sostolnica sv. Anastazije (Santa Severina)
Sostolnica sv. Anastazije, znana tudi kot sostolnica Santa Maria Maggiore, je glavni katoliški kraj čaščenja v Santa Severini v Kalabriji in sokatedrala nadškofije Crotone-Santa Severina. Cerkev stoji na severni strani trga Campo na nasprotni strani od tiste, kjer stoji vhod v grad, in tvori enotno zgradbo z nadškofovsko palačo in bizantinsko krstilnico iz 9. stoletja.

## Zgodovina
Stolnico je zgradil nadškof Ruggero di Stefanuzia med letoma 1274 in 1295. Starodavni portal je ostanek stare stavbe. Preostali del celotne fasade je bil v celoti predelan leta 1705. V prvem desetletju prejšnjega stoletja je nadškof Carmelo Pujia s pomočjo dela arhitekta Giuseppeja Pisantija in slikarja Cosme Sampietra bistveno spremenil videz cerkve. 
Do leta 1986 je bila sedež nadškofije Santa Severina, ki se je 30. septembra 1986 z dekretom Instantibus votis združila s sedežem škofije Crotone, hkrati pa je cerkev postala sostolnica.

## Opis
Cerkev ima tradicionalno obliko baziliko s tlorisom latinskega križa in tremi ladjami. Na levi strani stoji impozanten zvonik kvadratne osnove, razdeljen na štiri nivoje. Za pročelje je značilen šilasto ločen portal z razlomljenim timpanonom, v središču katerega je škofov grb. Tudi enosuličasto okno nad njim ima timpanon z enakim pomanjkanjem zgornjega vrha. Portal obrobljajo dorski in korintski pilastri, niše in entablatura, ki deli fasado na dva nivoja.
Notranjost krasijo oboki, ki razmejujejo tri ladje, in freske na stebrih, ki jih podpirajo. Ambon je izdelan iz kalabrijskega marmorja iz 17. stoletja z osrednjo marmorno ploščo, ki prikazuje Jezusa med očeti.
V prvi ladji na desni je razpelo iz 15. stoletja. V isto kapelo Križanega so zazidani štirje nagrobniki s severne stene cerkve Addolorata.
7. januarja 2018, na praznik Gospodovega krsta, je potekalo marijansko pobratenje med bratovščino B.V. Capocolonna, mestom Santa Severina in sostolnico. Ob tej priložnosti je upravni odbor društva župniku in županu podaril dve Marijini sliki, ustvarjeni v tehniki oglja.